# استان پیستویا
استان پیستویا استانی در ناحیه توسکانی ایتالیا می‌باشد. پایتخت این استان، شهر پیستویا است. مساحت استان پیستویا ۹۶۵ کیلومتر مربع و جمعیت آن، حدود ۳۰۰٬۰۰۰ نفر می‌باشد. در این استان جمعاً ۲۲ شهرستان قرار دارد.